# Банка (язык)
Банка (индон. Bahasa Bangka) — один из австронезийских языков, распространён на острове Банка (провинция Банка-Белитунг, районы Мунток, Белинью, Тобоали, Сунгайлиат и Коба).
По данным Ethnologue, количество носителей данного языка составляло 340 тыс. чел. в 2000 году.
Язык банка имеет ряд грамматических, лексических и фонологических отличий от остальных малайских языков.

## Диалекты
Среди диалектов данного языка выделяются: центральный, лом (белом, мапор), северный, южный, городской, столичный, портовый.